# Saison 1940-1941 de la LAH
Saison précédente Saison suivante
La saison 1940-1941 est la cinquième saison de la Ligue américaine de hockey, la première sous ce nom. Elle abandonne en effet celui qu'elle portait depuis sa première saison : International-American Hockey League.

## Contexte et saison régulière
Les Stars de Syracuse déménagent à Buffalo et sont renommés en Bisons de Buffalo, comme l'équipe qui participe à onze matchs lors de la première saison. Les neuf équipes de la LAH jouent dans deux divisions et chacune participe à cinquante-six rencontres au cours de la saison régulière et les Barons de Cleveland finissent en-tête de la division Ouest. Ils remportent ainsi le deuxième trophée F.-G.-« Teddy »-Oke de leur histoire.

### Résultats des matchs
Les résultats de l'ensemble des matchs de la saison sont donnés dans le tableau ci-dessous.
| Date              | Équipe domicile | Score   | Équipe visiteuse |
| ----------------- | --------------- | ------- | ---------------- |
| 30 octobre 1940   | Cleveland       | 8–4     | Hershey          |
| 30 octobre 1940   | New Haven       | 1–2     | Providence       |
| 30 octobre 1940   | Philadelphie    | 0–4     | Springfield      |
| 31 octobre 1940   | Springfield     | 3–2     | Providence       |
| 2 novembre 1940   | Springfield     | 0–0 (P) | New Haven        |
| 2 novembre 1940   | Pittsburgh      | 0–3     | Hershey          |
| 2 novembre 1940   | Philadelphie    | 4–2     | Providence       |
| 2 novembre 1940   | Cleveland       | 4–1     | Indianapolis     |
| 3 novembre 1940   | Buffalo         | 2–4     | Cleveland        |
| 3 novembre 1940   | Indianapolis    | 3–3     | Hershey          |
| 3 novembre 1940   | New Haven       | 3–3 (P) | Springfield      |
| 3 novembre 1940   | Providence      | 3–1     | Pittsburgh       |
| 6 novembre 1940   | Philadelphie    | 4–4 (P) | Pittsburgh       |
| 6 novembre 1940   | Indianapolis    | 2–3     | Buffalo          |
| 7 novembre 1940   | Hershey         | 2–3     | Pittsburgh       |
| 9 novembre 1940   | Cleveland       | 5–0     | Buffalo          |
| 9 novembre 1940   | Hershey         | 4–1     | Providence       |
| 9 novembre 1940   | Philadelphie    | 2–1     | New Haven        |
| 9 novembre 1940   | Springfield     | 6–3     | Pittsburgh       |
| 10 novembre 1940  | Providence      | 5–3     | Buffalo          |
| 10 novembre 1940  | New Haven       | 3–2     | Pittsburgh       |
| 10 novembre 1940  | Indianapolis    | 5–3     | Philadelphie     |
| 13 novembre 1940  | New Haven       | 2–2 (P) | Indianapolis     |
| 13 novembre 1940  | Pittsburgh      | 2–1     | Philadelphie     |
| 14 novembre 1940  | Providence      | 1–3     | New Haven        |
| 14 novembre 1940  | Springfield     | 5–5 (P) | Indianapolis     |
| 16 novembre 1940  | Springfield     | 5–3     | Providence       |
| 16 novembre 1940  | Pittsburgh      | 5–3     | Indianapolis     |
| 16 novembre 1940  | Hershey         | 5–1     | New Haven        |
| 16 novembre 1940  | Cleveland       | 5–2     | Philadelphie     |
| 17 novembre 1940  | Buffalo         | 3–4 (P) | Philadelphie     |
| 17 novembre 1940  | Indianapolis    | 7–2     | Cleveland        |
| 17 novembre 1940  | New Haven       | 3–1     | Hershey          |
| 17 novembre 1940  | Providence      | 3–1     | Springfield      |
| 20 novembre 1940  | Pittsburgh      | 1–2     | Springfield      |
| 20 novembre 1940  | Philadelphie    | 5–5 (P) | Hershey          |
| 20 novembre 1940  | Cleveland       | 4–3     | New Haven        |
| 21 novembre 1940  | Indianapolis    | 1–4     | Springfield      |
| 23 novembre 1940  | Pittsburgh      | 4–0     | New Haven        |
| 23 novembre 1940  | Philadelphie    | 3–2     | Indianapolis     |
| 23 novembre 1940  | Hershey         | 6–2     | Buffalo          |
| 23 novembre 1940  | Cleveland       | 2–1     | Springfield      |
| 24 novembre 1940  | Buffalo         | 3–0     | Pittsburgh       |
| 24 novembre 1940  | Indianapolis    | 2–4     | New Haven        |
| 24 novembre 1940  | Providence      | 4–2     | Cleveland        |
| 24 novembre 1940  | Springfield     | 5–2     | Hershey          |
| 27 novembre 1940  | Pittsburgh      | 6–4     | Hershey          |
| 27 novembre 1940  | Philadelphie    | 2–3     | Cleveland        |
| 27 novembre 1940  | Buffalo         | 3–1     | Providence       |
| 28 novembre 1940  | Hershey         | 1–4     | Philadelphie     |
| 28 novembre 1940  | Indianapolis    | 2–1     | Providence       |
| 28 novembre 1940  | New Haven       | 6–1     | Buffalo          |
| 28 novembre 1940  | Springfield     | 1–1 (P) | Cleveland        |
| 30 novembre 1940  | Springfield     | 5–3 (P) | New Haven        |
| 30 novembre 1940  | Pittsburgh      | 6–2     | Providence       |
| 30 novembre 1940  | Philadelphie    | 3–1     | Buffalo          |
| 30 novembre 1940  | Hershey         | 3–2     | Cleveland        |
| 1er décembre 1940 | Buffalo         | 5–6     | Springfield      |
| 1er décembre 1940 | Cleveland       | 4–2     | Providence       |
| 1er décembre 1940 | New Haven       | 6–1     | Philadelphie     |
| 2 décembre 1940   | Indianapolis    | 1–4     | Pittsburgh       |
| 4 décembre 1940   | Pittsburgh      | 5–4 (P) | Springfield      |
| 4 décembre 1940   | New Haven       | 3–0     | Indianapolis     |
| 5 décembre 1940   | Buffalo         | 5–1     | New Haven        |
| 5 décembre 1940   | Hershey         | 4–3     | Springfield      |
| 5 décembre 1940   | Providence      | 4–1     | Indianapolis     |
| 7 décembre 1940   | Pittsburgh      | 5–1     | Buffalo          |
| 7 décembre 1940   | Philadelphie    | 3–4 (P) | Providence       |
| 7 décembre 1940   | Hershey         | 4–2     | Indianapolis     |
| 7 décembre 1940   | Cleveland       | 2–2 (P) | Springfield      |
| 8 décembre 1940   | Indianapolis    | 0–3     | Springfield      |
| 8 décembre 1940   | Buffalo         | 1–7     | Hershey          |
| 8 décembre 1940   | New Haven       | 3–1     | Cleveland        |
| 8 décembre 1940   | Providence      | 2–1     | Philadelphie     |
| 10 décembre 1940  | Hershey         | 4–0     | Philadelphie     |
| 10 décembre 1940  | Springfield     | 1–2     | Indianapolis     |
| 11 décembre 1940  | Pittsburgh      | 2–3 (P) | Cleveland        |
| 12 décembre 1940  | Providence      | 3–7     | New Haven        |
| 12 décembre 1940  | Buffalo         | 5–2     | Indianapolis     |
| 14 décembre 1940  | Cleveland       | 2–3     | Indianapolis     |
| 14 décembre 1940  | Philadelphie    | 4–5     | New Haven        |
| 14 décembre 1940  | Pittsburgh      | 3–4 (P) | Hershey          |
| 14 décembre 1940  | Springfield     | 0–2     | Buffalo          |
| 15 décembre 1940  | Providence      | 6–2     | Springfield      |
| 15 décembre 1940  | New Haven       | 4–2     | Philadelphie     |
| 15 décembre 1940  | Indianapolis    | 5–2     | Hershey          |
| 15 décembre 1940  | Buffalo         | 0–2     | Pittsburgh       |
| 18 décembre 1940  | Cleveland       | 6–3     | Hershey          |
| 18 décembre 1940  | Indianapolis    | 4–1     | Buffalo          |
| 21 décembre 1940  | Cleveland       | 8–5     | Buffalo          |
| 21 décembre 1940  | Philadelphie    | 3–4     | Hershey          |
| 21 décembre 1940  | Pittsburgh      | 2–3     | Indianapolis     |
| 21 décembre 1940  | Springfield     | 4–3     | Providence       |
| 22 décembre 1940  | Providence      | 4–3     | Hershey          |
| 22 décembre 1940  | New Haven       | 9–2     | Pittsburgh       |
| 22 décembre 1940  | Indianapolis    | 3–3     | Cleveland        |
| 22 décembre 1940  | Buffalo         | 1–3     | Philadelphie     |
| 25 décembre 1940  | Providence      | 6–1     | Indianapolis     |
| 25 décembre 1940  | Philadelphie    | 2–8     | Cleveland        |
| 25 décembre 1940  | New Haven       | 4–3     | Buffalo          |
| 25 décembre 1940  | Hershey         | 4–4 (P) | Pittsburgh       |
| 28 décembre 1940  | Hershey         | 3–3 (P) | Cleveland        |
| 28 décembre 1940  | Philadelphie    | 4–2     | Pittsburgh       |
| 29 décembre 1940  | Providence      | 4–3     | Pittsburgh       |
| 29 décembre 1940  | New Haven       | 3–1     | Springfield      |
| 29 décembre 1940  | Indianapolis    | 0–5     | Cleveland        |
| 29 décembre 1940  | Buffalo         | 8–4     | Hershey          |
| 1er janvier 1941  | Hershey         | 4–2     | Buffalo          |
| 1er janvier 1941  | New Haven       | 6–4     | Providence       |
| 1er janvier 1941  | Philadelphie    | 5–3     | Indianapolis     |
| 2 janvier 1941    | Springfield     | 3–1     | Pittsburgh       |
| 2 janvier 1941    | Buffalo         | 5–5 (P) | Providence       |
| 4 janvier 1941    | Cleveland       | 3–8     | Philadelphie     |
| 4 janvier 1941    | Hershey         | 3–1     | Indianapolis     |
| 4 janvier 1941    | Pittsburgh      | 1–0     | Buffalo          |
| 4 janvier 1941    | Springfield     | 0–0 (P) | New Haven        |
| 5 janvier 1941    | New Haven       | 1–5     | Springfield      |
| 5 janvier 1941    | Providence      | 5–2     | Cleveland        |
| 5 janvier 1941    | Buffalo         | 8–2     | Pittsburgh       |
| 5 janvier 1941    | Indianapolis    | 2–1     | Philadelphie     |
| 8 janvier 1941    | Cleveland       | 2–1     | New Haven        |
| 8 janvier 1941    | Pittsburgh      | 1–1 (P) | Philadelphie     |
| 8 janvier 1941    | Springfield     | 8–6     | Providence       |
| 9 janvier 1941    | Providence      | 2–1     | Philadelphie     |
| 9 janvier 1941    | Indianapolis    | 3–3     | New Haven        |
| 9 janvier 1941    | Hershey         | 4–2     | Pittsburgh       |
| 11 janvier 1941   | Springfield     | 5–0     | Philadelphie     |
| 11 janvier 1941   | Pittsburgh      | 4–5     | New Haven        |
| 11 janvier 1941   | Hershey         | 3–3 (P) | Buffalo          |
| 11 janvier 1941   | Cleveland       | 3–2     | Indianapolis     |
| 12 janvier 1941   | Providence      | 4–1 (P) | Springfield      |
| 12 janvier 1941   | New Haven       | 4–4 (P) | Philadelphie     |
| 12 janvier 1941   | Indianapolis    | 6–2     | Pittsburgh       |
| 12 janvier 1941   | Buffalo         | 2–2 (P) | Cleveland        |
| 15 janvier 1941   | Indianapolis    | 6–4     | Hershey          |
| 15 janvier 1941   | New Haven       | 5–1     | Buffalo          |
| 15 janvier 1941   | Philadelphie    | 2–3     | Springfield      |
| 15 janvier 1941   | Pittsburgh      | 3–6     | Cleveland        |
| 16 janvier 1941   | Providence      | 5–1     | Buffalo          |
| 18 janvier 1941   | Philadelphie    | 2–2 (P) | Providence       |
| 18 janvier 1941   | Pittsburgh      | 6–0     | Indianapolis     |
| 18 janvier 1941   | Springfield     | 2–0     | Buffalo          |
| 18 janvier 1941   | Hershey         | 4–1     | Cleveland        |
| 19 janvier 1941   | Buffalo         | 1–3 (P) | Indianapolis     |
| 19 janvier 1941   | Cleveland       | 3–2 (P) | Pittsburgh       |
| 19 janvier 1941   | New Haven       | 2–0     | Springfield      |
| 19 janvier 1941   | Providence      | 8–2     | Philadelphie     |
| 22 janvier 1941   | Philadelphie    | 6–3     | New Haven        |
| 22 janvier 1941   | Indianapolis    | 3–3     | Buffalo          |
| 22 janvier 1941   | Hershey         | 5–4     | Springfield      |
| 22 janvier 1941   | Cleveland       | 7–3     | Providence       |
| 25 janvier 1941   | Hershey         | 7–3     | New Haven        |
| 25 janvier 1941   | Philadelphie    | 1–3     | Springfield      |
| 25 janvier 1941   | Pittsburgh      | 3–5     | Providence       |
| 25 janvier 1941   | Cleveland       | 1–1 (P) | Buffalo          |
| 26 janvier 1941   | Springfield     | 1–2     | Philadelphie     |
| 26 janvier 1941   | New Haven       | 1–3     | Cleveland        |
| 26 janvier 1941   | Indianapolis    | 3–4     | Providence       |
| 26 janvier 1941   | Buffalo         | 3–2     | Hershey          |
| 28 janvier 1941   | Providence      | 2–1     | New Haven        |
| 28 janvier 1941   | Springfield     | 1–3     | Cleveland        |
| 29 janvier 1941   | Cleveland       | 4–4 (P) | Pittsburgh       |
| 29 janvier 1941   | Philadelphie    | 3–0     | Hershey          |
| 30 janvier 1941   | Buffalo         | 1–1 (P) | Indianapolis     |
| 1er février 1941  | Springfield     | 1–8     | Providence       |
| 1er février 1941  | Pittsburgh      | 0–1     | Indianapolis     |
| 1er février 1941  | Philadelphie    | 7–2     | Buffalo          |
| 1er février 1941  | Cleveland       | 4–4 (P) | Hershey          |
| 2 février 1941    | Buffalo         | 8–3     | Springfield      |
| 2 février 1941    | New Haven       | 11–4    | Philadelphie     |
| 2 février 1941    | Providence      | 6–1     | Cleveland        |
| 4 février 1941    | Cleveland       | 5–2     | Pittsburgh       |
| 5 février 1941    | Pittsburgh      | 3–2     | New Haven        |
| 5 février 1941    | Indianapolis    | 3–3     | Buffalo          |
| 5 février 1941    | Hershey         | 2–4     | Springfield      |
| 6 février 1941    | Philadelphie    | 1–2     | Providence       |
| 8 février 1941    | Cleveland       | 3–4     | New Haven        |
| 8 février 1941    | Hershey         | 7–3     | Providence       |
| 8 février 1941    | Philadelphie    | 7–2     | Springfield      |
| 8 février 1941    | Pittsburgh      | 9–4     | Buffalo          |
| 9 février 1941    | Springfield     | 2–0     | Philadelphie     |
| 9 février 1941    | Providence      | 6–4     | Hershey          |
| 9 février 1941    | Indianapolis    | 2–1     | New Haven        |
| 9 février 1941    | Buffalo         | 4–1     | Pittsburgh       |
| 11 février 1941   | Cleveland       | 1–0     | Springfield      |
| 12 février 1941   | New Haven       | 2–2 (P) | Providence       |
| 12 février 1941   | Philadelphie    | 2–1     | Cleveland        |
| 12 février 1941   | Pittsburgh      | 0–3     | Hershey          |
| 13 février 1941   | Indianapolis    | 1–3     | Springfield      |
| 13 février 1941   | Buffalo         | 1–1 (P) | Providence       |
| 15 février 1941   | Cleveland       | 4–1     | Hershey          |
| 15 février 1941   | Philadelphie    | 3–1     | Buffalo          |
| 15 février 1941   | Pittsburgh      | 3–4     | Springfield      |
| 16 février 1941   | Providence      | 2–4     | Philadelphie     |
| 16 février 1941   | New Haven       | 6–4     | Cleveland        |
| 16 février 1941   | Indianapolis    | 6–2     | Hershey          |
| 16 février 1941   | Buffalo         | 2–1     | Springfield      |
| 18 février 1941   | Springfield     | 5–3     | Cleveland        |
| 19 février 1941   | Hershey         | 1–0     | Indianapolis     |
| 19 février 1941   | Philadelphie    | 3–1     | New Haven        |
| 19 février 1941   | Pittsburgh      | 4–2     | Cleveland        |
| 20 février 1941   | Providence      | 4–5     | Buffalo          |
| 22 février 1941   | Hershey         | 4–2     | Buffalo          |
| 22 février 1941   | Springfield     | 1–1 (P) | New Haven        |
| 22 février 1941   | Philadelphie    | 7–2     | Indianapolis     |
| 22 février 1941   | Cleveland       | 3–2     | Pittsburgh       |
| 23 février 1941   | Buffalo         | 3–4     | Philadelphie     |
| 23 février 1941   | Indianapolis    | 2–2     | Pittsburgh       |
| 23 février 1941   | New Haven       | 4–3     | Hershey          |
| 23 février 1941   | Providence      | 3–2     | Springfield      |
| 25 février 1941   | Cleveland       | 1–1 (P) | Philadelphie     |
| 26 février 1941   | Pittsburgh      | 6–1     | Providence       |
| 26 février 1941   | Springfield     | 5–4     | Hershey          |
| 27 février 1941   | Indianapolis    | 2–3 (P) | Providence       |
| 27 février 1941   | Hershey         | 4–1     | Cleveland        |
| 27 février 1941   | Buffalo         | 5–1     | New Haven        |
| 1er mars 1941     | Cleveland       | 6–7     | Providence       |
| 1er mars 1941     | Hershey         | 2–1     | New Haven        |
| 1er mars 1941     | Pittsburgh      | 1–3     | Philadelphie     |
| 1er mars 1941     | Springfield     | 3–3 (P) | Buffalo          |
| 2 mars 1941       | Providence      | 4–2     | Hershey          |
| 2 mars 1941       | New Haven       | 2–4     | Pittsburgh       |
| 2 mars 1941       | Indianapolis    | 2–1     | Philadelphie     |
| 2 mars 1941       | Buffalo         | 3–1     | Cleveland        |
| 5 mars 1941       | Springfield     | 4–4 (P) | Hershey          |
| 5 mars 1941       | Philadelphie    | 3–1     | Pittsburgh       |
| 5 mars 1941       | New Haven       | 5–2     | Indianapolis     |
| 6 mars 1941       | Buffalo         | 4–3     | New Haven        |
| 6 mars 1941       | Hershey         | 5–1     | Pittsburgh       |
| 6 mars 1941       | Providence      | 6–1     | Indianapolis     |
| 8 mars 1941       | Springfield     | 3–4 (P) | Pittsburgh       |
| 8 mars 1941       | Philadelphie    | 2–4     | New Haven        |
| 8 mars 1941       | Cleveland       | 1–2     | Buffalo          |
| 8 mars 1941       | Hershey         | 2–2 (P) | Indianapolis     |
| 9 mars 1941       | New Haven       | 3–1     | Springfield      |
| 9 mars 1941       | Indianapolis    | 7–3     | Cleveland        |
| 9 mars 1941       | Buffalo         | 2–2 (P) | Hershey          |
| 9 mars 1941       | Providence      | 1–4     | Pittsburgh       |
| 11 mars 1941      | Hershey         | 5–8     | Philadelphie     |
| 12 mars 1941      | New Haven       | 2–1     | Providence       |
| 12 mars 1941      | Pittsburgh      | 3–2     | Cleveland        |
| 12 mars 1941      | Springfield     | 3–2     | Indianapolis     |
| 13 mars 1941      | Buffalo         | 2–0     | Indianapolis     |
| 13 mars 1941      | Providence      | 6–2     | New Haven        |
| 15 mars 1941      | Springfield     | 3–2     | Philadelphie     |
| 15 mars 1941      | Pittsburgh      | 2–0     | Buffalo          |
| 15 mars 1941      | Hershey         | 3–4     | Providence       |
| 15 mars 1941      | Cleveland       | 2–1     | Indianapolis     |
| 16 mars 1941      | Buffalo         | 3–2 (P) | Cleveland        |
| 16 mars 1941      | Indianapolis    | 2–2     | Pittsburgh       |
| 16 mars 1941      | New Haven       | 11–4    | Hershey          |
| 16 mars 1941      | Providence      | 3–6     | Philadelphie     |

### Classements des équipes
| Clt   | Équipe                   | PJ | V  | D  | N | BP  | BC  | Pts |
| ----- | ------------------------ | -- | -- | -- | - | --- | --- | --- |
| +001, | Reds de Providence       | 56 | 31 | 24 | 4 | 196 | 171 | 66  |
| +002, | Eagles de New Haven      | 56 | 27 | 21 | 8 | 179 | 153 | 62  |
| +003, | Indians de Springfield   | 56 | 26 | 21 | 9 | 157 | 149 | 61  |
| +004, | Ramblers de Philadelphie | 56 | 25 | 26 | 5 | 166 | 167 | 56  |

| Clt   | Équipe                  | PJ | V  | D  | N  | BP  | BC  | Pts |
| ----- | ----------------------- | -- | -- | -- | -- | --- | --- | --- |
| +001, | Barons de Cleveland     | 56 | 26 | 21 | 9  | 177 | 162 | 61  |
| +002, | Bears de Hershey        | 56 | 24 | 23 | 9  | 193 | 189 | 57  |
| +003, | Hornets de Pittsburgh   | 56 | 21 | 29 | 6  | 156 | 170 | 48  |
| +004, | Bisons de Buffalo       | 56 | 19 | 27 | 10 | 148 | 176 | 48  |
| +005, | Capitals d'Indianapolis | 56 | 17 | 28 | 11 | 133 | 168 | 45  |

- En gras et en italique : qualifié directement pour les demi-finales
- En gras : qualifié pour le tour préliminaire

### Classements des meilleurs pointeurs
| Joueur           | Équipe       | PJ | B  | A  | Pts | Pun |
| ---------------- | ------------ | -- | -- | -- | --- | --- |
| Les Cunningham   | Cleveland    | 56 | 22 | 42 | 64  | 10  |
| Fred Thurier     | Springfield  | 41 | 29 | 31 | 60  | 36  |
| Glen Brydson     | Springfield  | 54 | 20 | 36 | 56  | 28  |
| Ab DeMarco       | Providence   | 55 | 20 | 34 | 54  | 13  |
| Wally Kilrea     | Hershey      | 55 | 17 | 37 | 54  | 0   |
| Lloyd Roubell    | Pittsburgh   | 53 | 22 | 31 | 53  | 14  |
| George Patterson | New Haven    | 45 | 19 | 33 | 52  | 33  |
| Lude Wareing     | Philadelphie | 55 | 24 | 25 | 49  | 12  |
| Bob Gracie       | Buffalo      | 56 | 22 | 26 | 48  | 2   |
| Herb Foster (en) | Philadelphie | 53 | 24 | 22 | 46  | 18  |
| Pat McReavy (en) | Hershey      | 51 | 21 | 25 | 46  | 2   |

## Séries éliminatoires
Les trois premiers de chaque division sont qualifiés alors que les matchs des séries sont organisés ainsi :
- Les vainqueurs de chaque division s'affrontent au meilleur des cinq matchs, le vainqueur accède directement à la finale.
- Les deuxièmes de chaque division s'affrontent au meilleur des trois matchs, les troisièmes font de même. Les vainqueurs s'affrontent au meilleur des trois matchs. Le vainqueur accède à la finale.
- La finale se joue au meilleur des cinq matchs[5].

|  | Tour préliminaire | Tour préliminaire | Tour préliminaire | Tour préliminaire |         |         | Demi-finales | Demi-finales | Demi-finales | Demi-finales |  |  | Finale | Finale | Finale | Finale |
|  |                   |                   |                   |                   |         |         |              |              |              |              |  |  |        |        |        |        |
|  |                   |                   |                   |                   |         |         |              |              |              |              |  |  |        |        |        |        |
|  |                   |                   |                   |                   |         |         |              |              |              |              |  |  |        |        |        |        |
|  |                   |                   |                   |                   |         |         |              |              |              |              |  |  |        |        |        |        |
|  |                   |                   |                   |                   |         |         |              |              |              |              |  |  |        |        |        |        |
|  |                   |                   |                   |                   |         |         |              |              |              |              |  |  |        |        |        |        |
|  | Providence        | Providence        | 1                 | 1                 |         |         |              |              |              |              |  |  |        |        |        |        |
|  | Providence        | Providence        | 1                 | 1                 |         |         |              |              |              |              |  |  |        |        |        |        |
|  |                   |                   | Cleveland         | Cleveland         | 3       | 3       |              |              |              |              |  |  |        |        |        |        |
|  |                   |                   |                   |                   | 3       | 3       |              |              |              |              |  |  |        |        |        |        |
|  |                   |                   |                   |                   |         |         |              |              |              |              |  |  |        |        |        |        |
|  |                   |                   |                   |                   |         |         |              |              |              |              |  |  |        |        |        |        |
|  | Cleveland         | Cleveland         | 3                 | 3                 |         |         |              |              |              |              |  |  |        |        |        |        |
|  | Cleveland         | Cleveland         | 3                 | 3                 |         |         |              |              |              |              |  |  |        |        |        |        |
|  |                   |                   | Hershey           | Hershey           | 2       | 2       |              |              |              |              |  |  |        |        |        |        |
|  | New Haven         | New Haven         | Hershey           | Hershey           | 2       | 2       | 0            | 0            |              |              |  |  |        |        |        |        |
|  | New Haven         | New Haven         |                   |                   |         |         |              |              |              |              |  |  |        |        |        |        |
|  | Hershey           | Hershey           | 2                 | 2                 |         |         |              |              |              |              |  |  |        |        |        |        |
|  | Hershey           | Hershey           | 2                 | 2                 | Hershey | Hershey | 2            | 2            |              |              |  |  |        |        |        |        |
|  |                   |                   |                   |                   | Hershey | Hershey | 2            | 2            |              |              |  |  |        |        |        |        |
|  |                   |                   | Pittsburgh        | Pittsburgh        | 1       | 1       |              |              |              |              |  |  |        |        |        |        |
|  | Springfield       | Springfield       | Pittsburgh        | Pittsburgh        | 1       | 1       | 1            | 1            |              |              |  |  |        |        |        |        |
|  | Springfield       | Springfield       |                   |                   |         |         |              | 1            |              |              |  |  |        |        |        |        |
|  | Pittsburgh        | Pittsburgh        | 2                 | 2                 |         |         |              |              |              |              |  |  |        |        |        |        |
|  | Pittsburgh        | Pittsburgh        | 2                 | 2                 |         |         |              |              |              |              |  |  |        |        |        |        |
|  |                   |                   |                   |                   |         |         |              |              |              |              |  |  |        |        |        |        |

### Tour préliminaire

#### New Haven contre Hershey
| 18 mars 1941 | Hershey | 2-1 | New Haven |  |

| 20 mars 1941 | New Haven | 0-1 | Hershey |  |

#### Springfield contre Pittsburgh
| 19 mars 1941 | Pittsburgh | 2-1 | Springfield |  |

| 20 mars 1941 | Springfield | 4-1 | Pittsburgh |  |

| 22 mars 1941 | Springfield | 1-2 | Pittsburgh |  |

### Demi finales

#### Providence contre Cleveland
| 18 mars 1941 | Providence | 4-1 | Cleveland |  |

| 20 mars 1941 | Providence | 1-2 | Cleveland |  |

| 22 mars 1941 | Cleveland | 4-2 | Providence |  |

| 25 mars 1941 | Cleveland | 6-5 | Providence |  |

#### Hershey contre Pittsburgh
| 25 mars 1941 | Pittsburgh | 4-1 | Hershey |  |

| 27 mars 1941 | Hershey | 2-1 | Pittsburgh |  |

| 29 mars 1941 | Hershey | 3-1 | Pittsburgh |  |

### Finale
| 1er avril 1941 | Cleveland | 4-3 | Hershey |  |

| 3 avril 1941 | Cleveland | 3-1 | Hershey |  |

| 5 avril 1941 | Hershey | 4-0 | Cleveland |  |

| 8 avril 1941 | Hershey | 4-3 | Cleveland |  |

| 10 avril 1941 | Cleveland | 3-2 (pr) (0-0, 1-1, 1-1, 1-0) | Hershey |  |

| Feuille de match | Feuille de match                                                                   | Feuille de match    | Feuille de match                                | Feuille de match |
| ---------------- | ---------------------------------------------------------------------------------- | ------------------- | ----------------------------------------------- | ---------------- |
|                  | J. Milford — 2e Période - B. Summerhill — 57 min 10 s E. Bartholomew — 61 min 25 s | 1-0 1-1 1-2 2-2 3-2 | - G. Pettinger — 2e Période H. Frost — 54 min - |                  |
|                  |                                                                                    |                     |                                                 |                  |
|                  |                                                                                    |                     |                                                 |                  |
|                  |                                                                                    |                     |                                                 |                  |

## Récompenses

### Trophées collectifs
| Trophée F.-G.-« Teddy »-Oke : Champions de la division Ouest | Barons de Cleveland |
| Coupe Calder : Vainqueurs de la finale                       | Barons de Cleveland |

### Équipes d'étoiles
| Position       | Joueur         | Équipe      |
| -------------- | -------------- | ----------- |
| Gardien de but | Mike Karakas   | Providence  |
| Défenseur      | Doug Young     | Providence  |
| Défenseur      | Bill MacKenzie | Cleveland   |
| Ailier gauche  | Norm Locking   | Cleveland   |
| Centre         | Fred Thurier   | Springfield |
| Ailier droit   | Harry Frost    | Hershey     |
| Entraîneur     | Bun Cook       | Providence  |

| Position       | Joueur          | Équipe      |
| -------------- | --------------- | ----------- |
| Gardien de but | Charles Rayner  | Springfield |
| Défenseur      | Frank Beisler   | Springfield |
| Défenseur      | Fred Robertson  | Cleveland   |
| Ailier gauche  | Georges Mantha  | New Haven   |
| Centre         | Les Cunningham  | Cleveland   |
| Ailier droit   | Joffre Desilets | Cleveland   |
| Entraîneur     | -               | -           |